# Endingerhorn

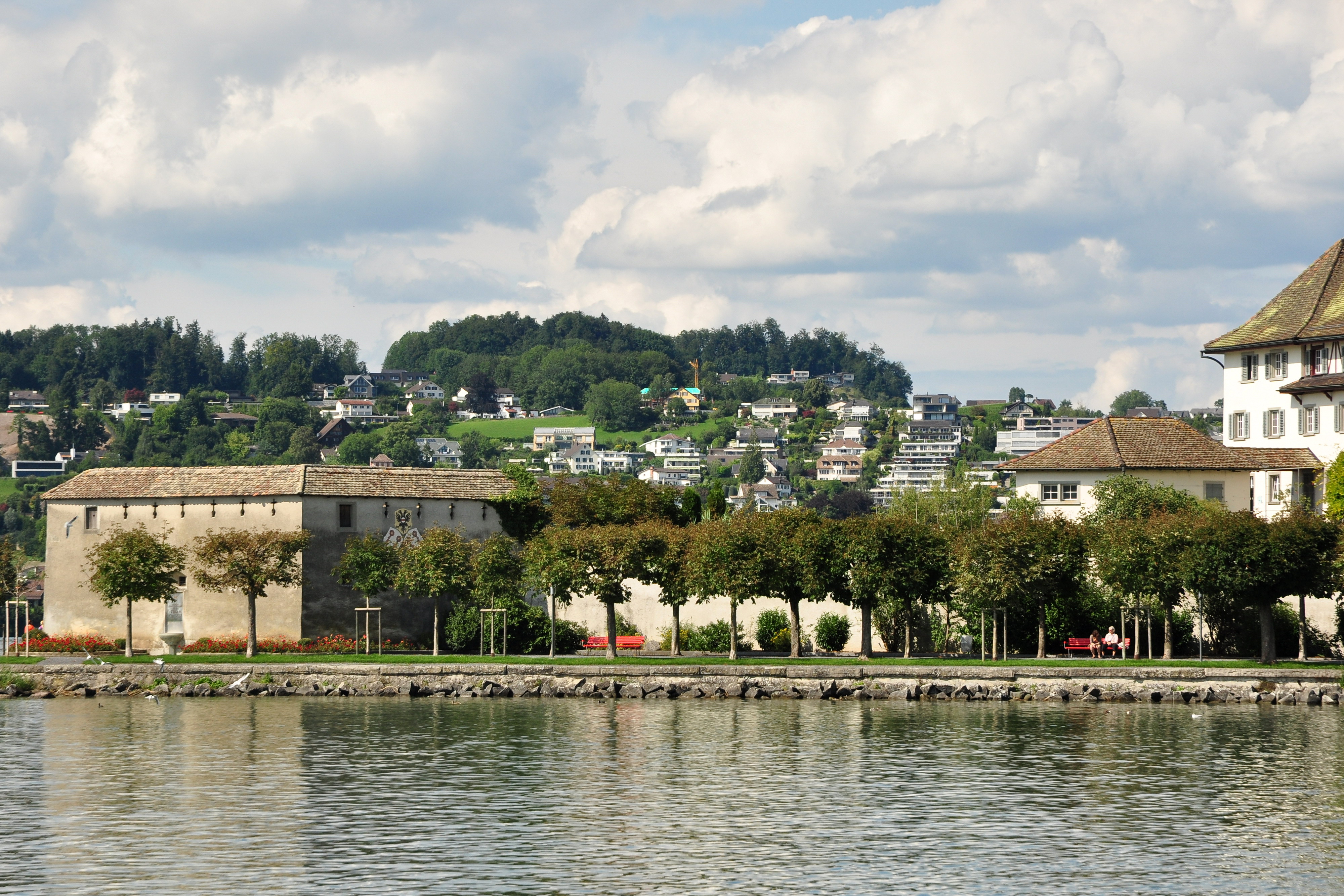
Ansicht vom Hafen auf die Bastion, links die den Garten des Kapuzinerklosters nach Süden begrenzende Umfassungsmauer, im Hintergrund Kempraten

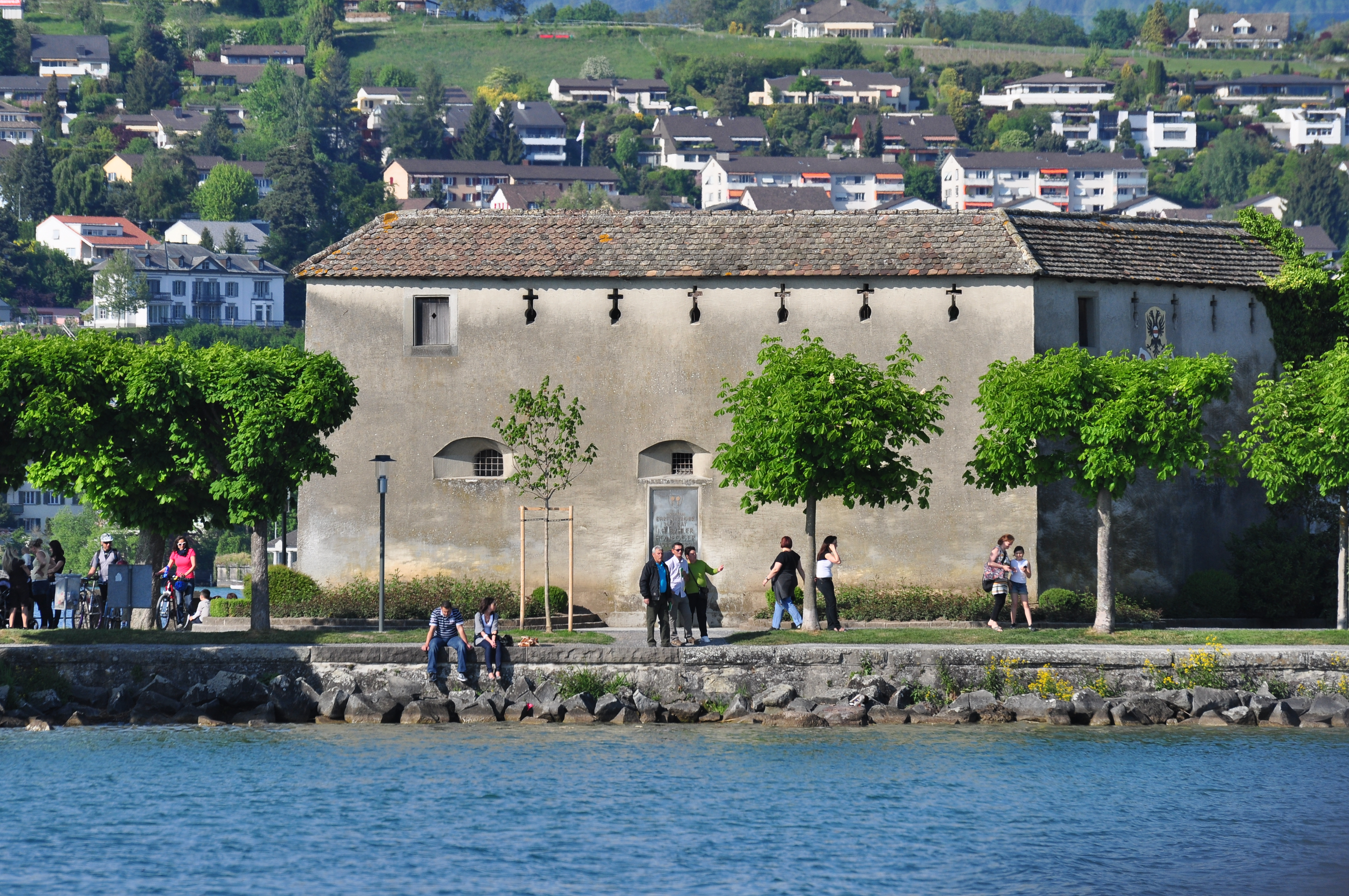
Ansicht von der Bühler-Allee

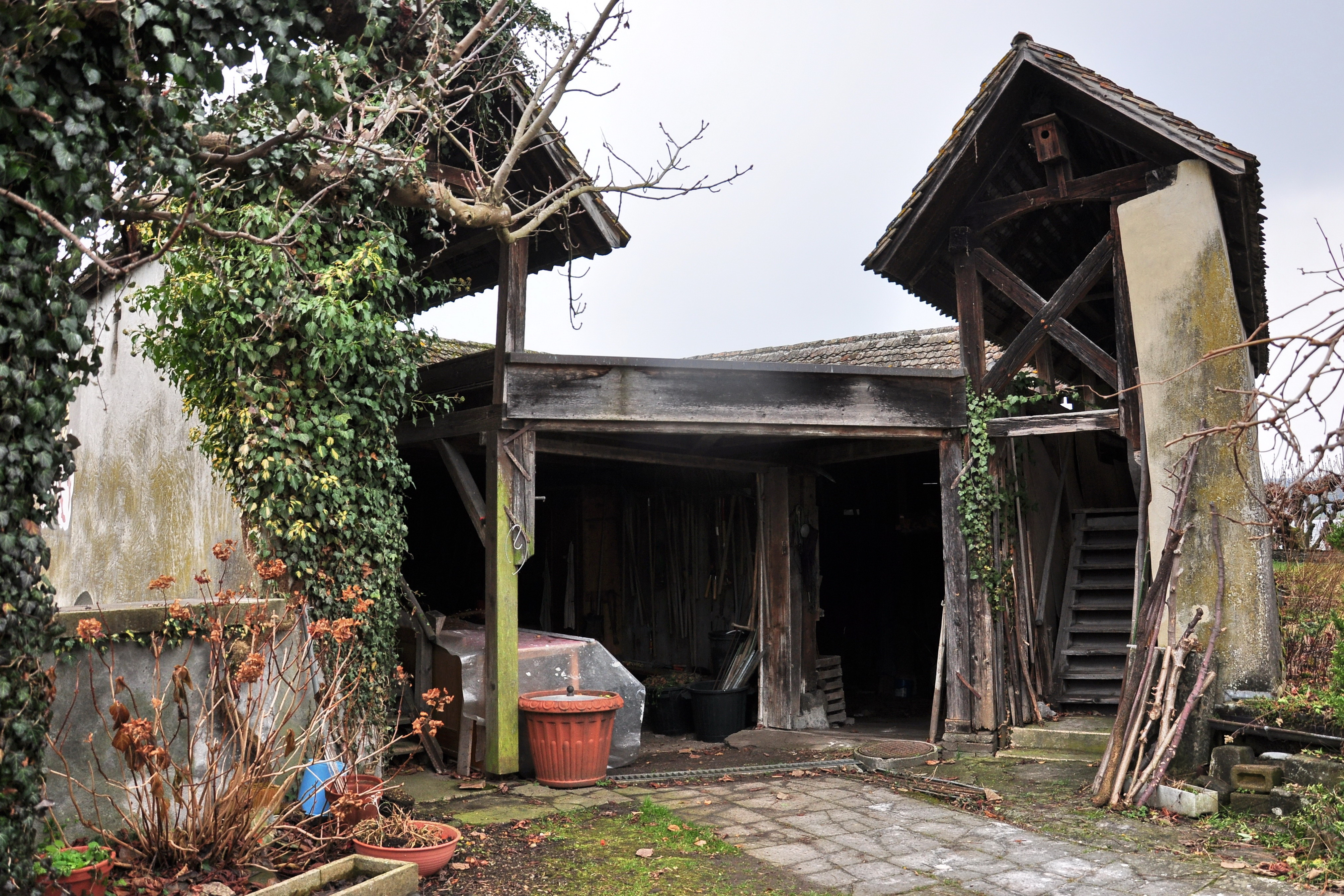
Ansicht vom Kapuzinergarten

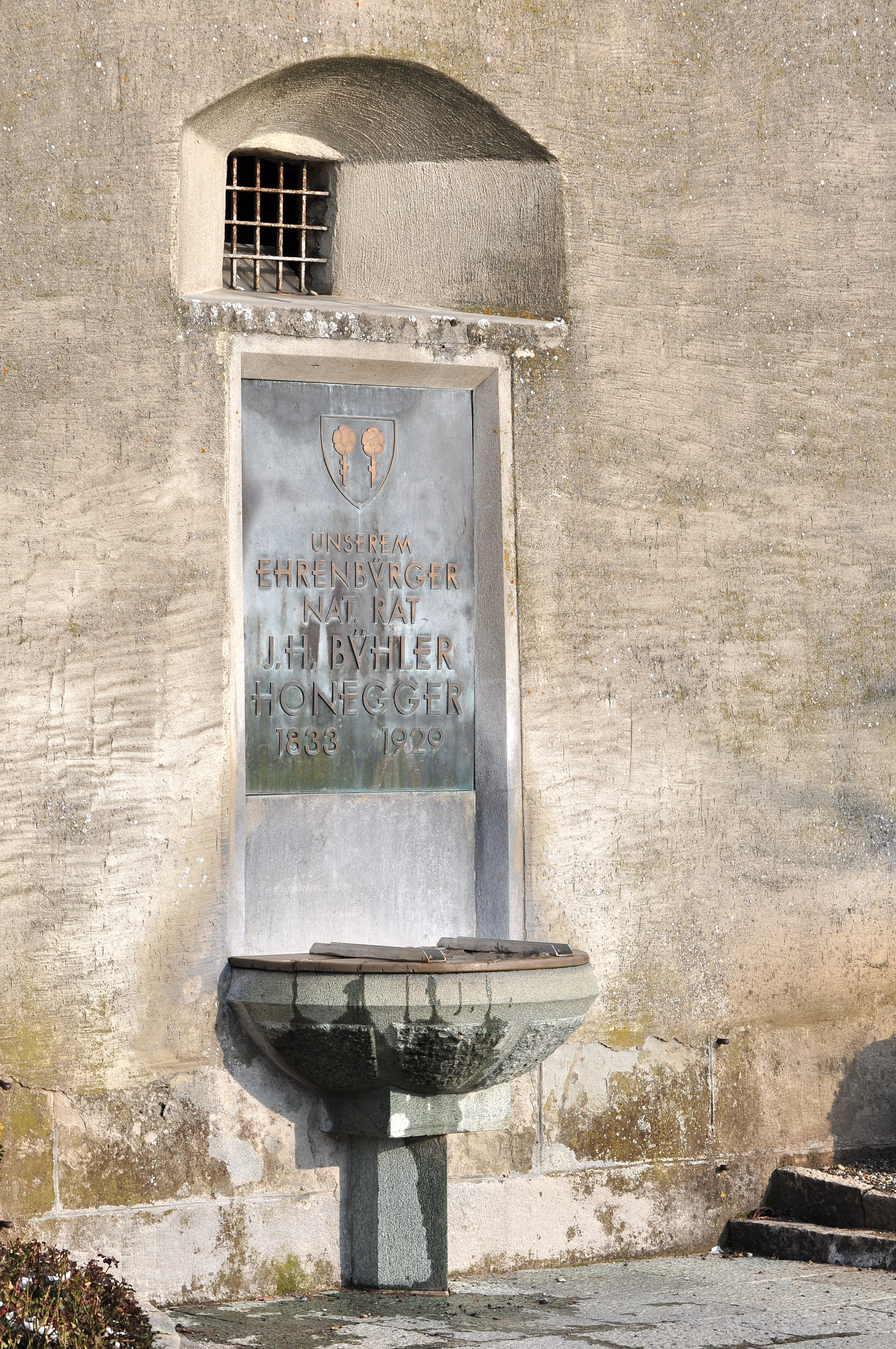
Bühler-Brunnen

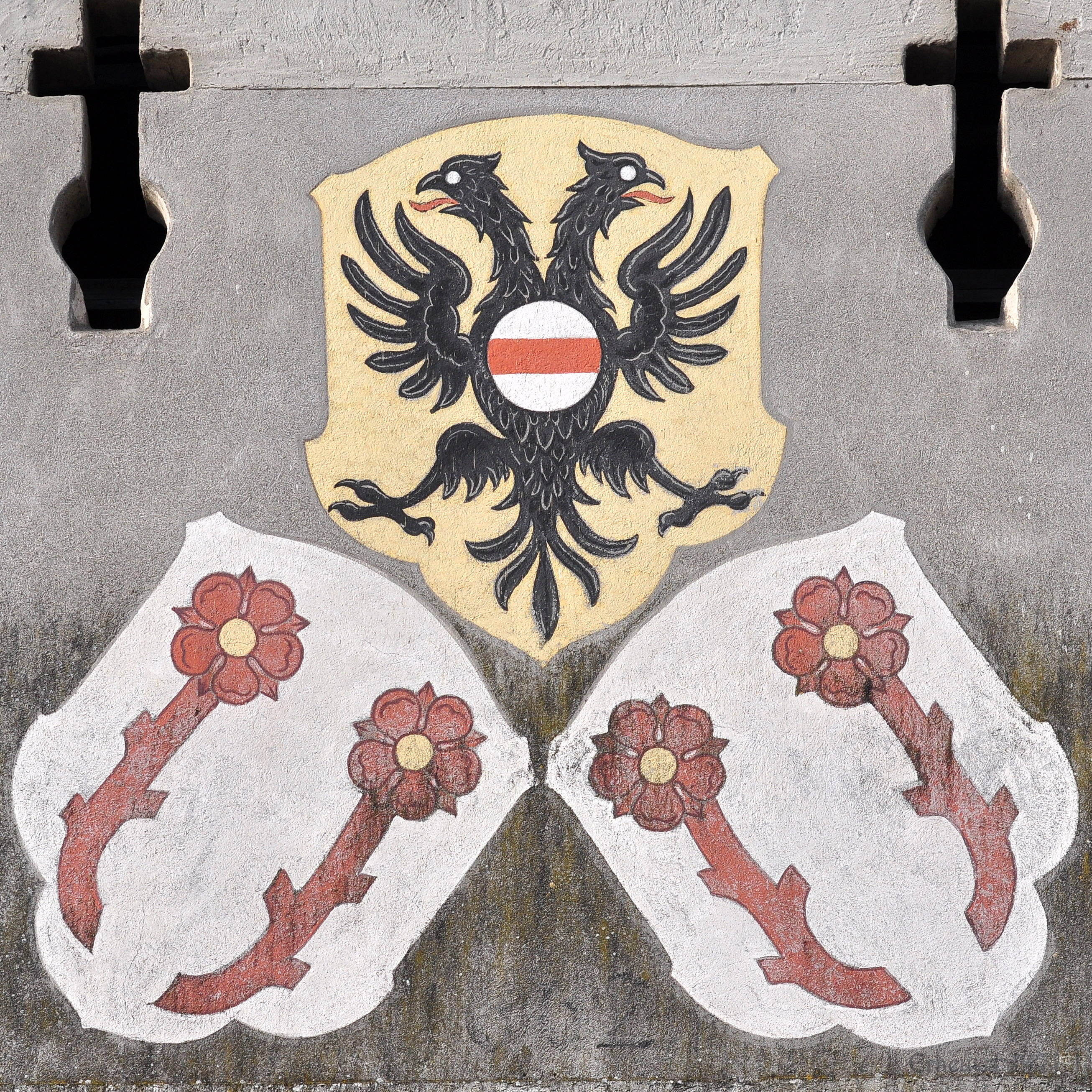
Wappenschilde der Stadt und Reichsadler sowie zwei der Schiessscharten

Als Endingerhorn bezeichnet wird die westliche Bastion am gleichnamigen Areal der mittelalterlichen Stadtbefestigung von Rapperswil, einem Ortsteil der Schweizer Gemeinde Rapperswil-Jona im Kanton St. Gallen.

## Lage
Die Bastion bildete den westlichen Abschluss der Stadtbefestigung von Rapperswil, ausserhalb der Altstadt und bildete zusammen mit den östlichen Bauten des Endingerturms und des Einsiedlerhauses das stärkste Bollwerk der auf einer Halbinsel am Zürichsee erbauten Stadt Rapperswil. Integriert wurde das kleine Fort in die Mauern des 1607 fertiggestellten Kapuzinerklosters und ersetzte einen kleinen durch Palisaden geschützten Turm. Ende der 1880er Jahre erfolgte der Bau der Bühler-Allee um die Halbinsel, ausgehend vom Curti-Haus bis zur Mündung des Stadtbaches bei der Giessi-Wiese, und der Bau einer kleinen Parkanlage mit Parkbänken und einem Brunnen als Denkmal für den Erbauer der Allee.

## Baugeschichte

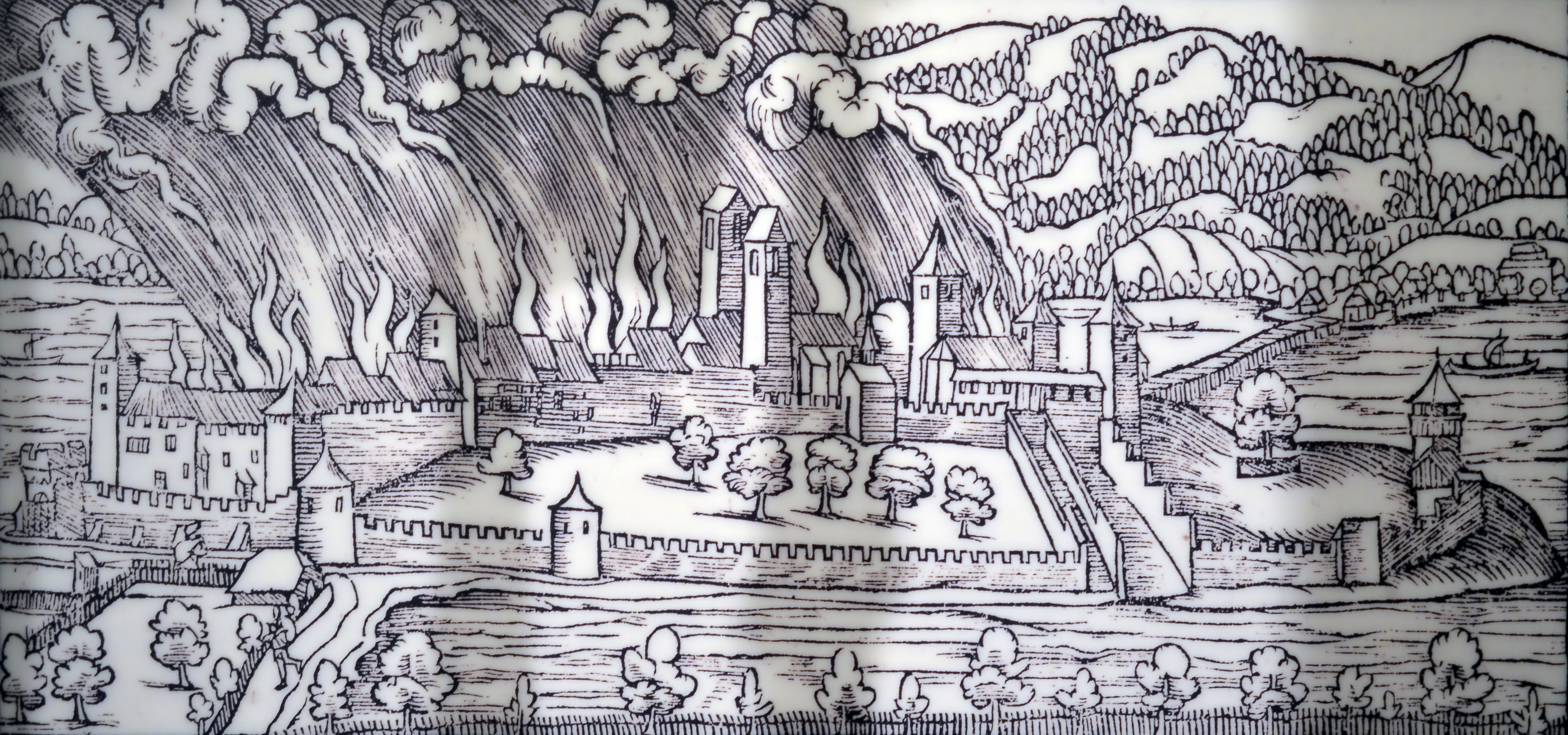
Zerstörung von Rapperswil, Stumpf'sche Chronik von 1547/48, Ansicht von Kempraten, ganz rechts der Vorgängerbau der Bastion

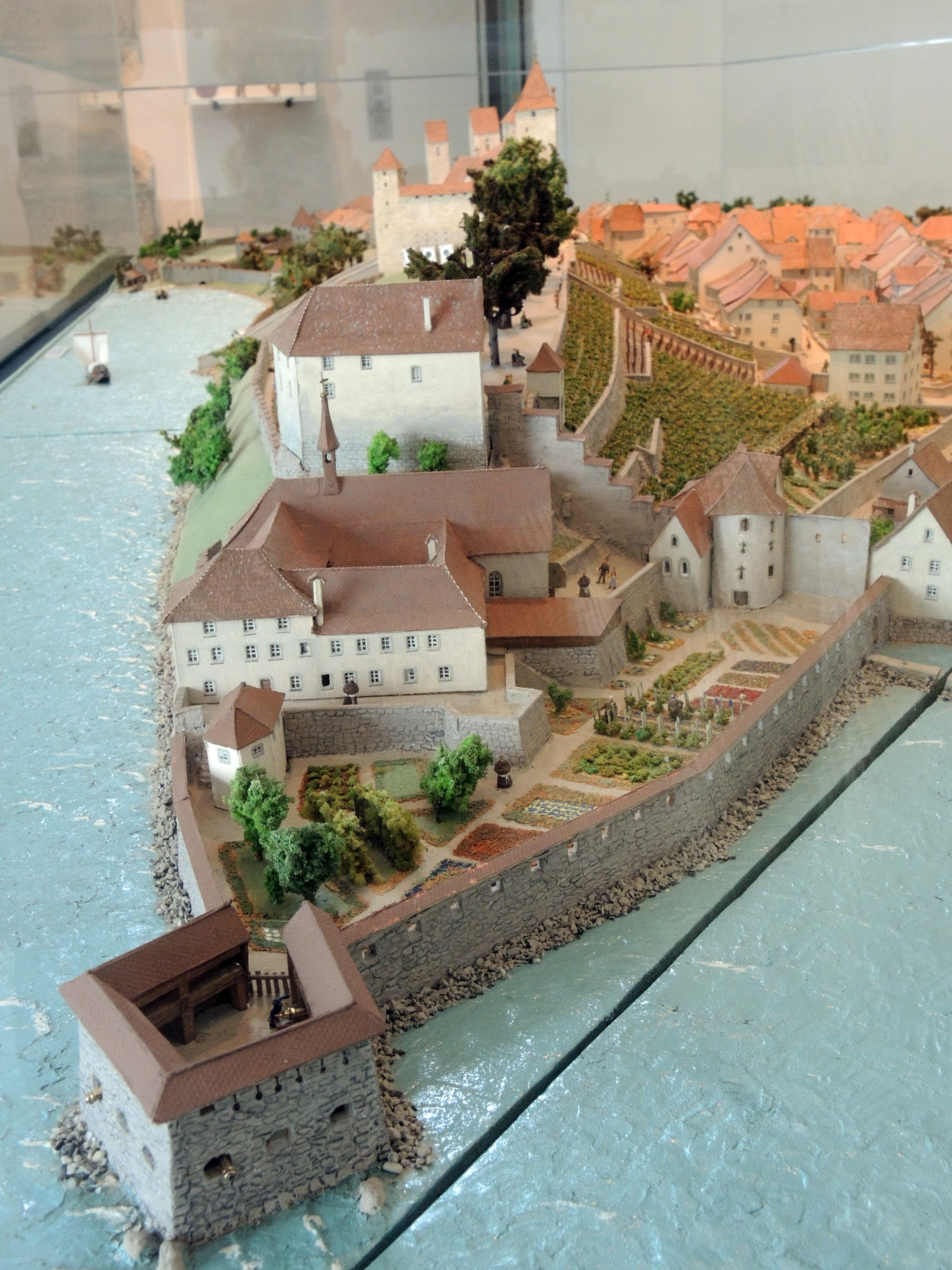
Das Areal des Endingerhorns auf dem Stadtmodell im Stadtmuseum, Bauzustand um 1765/1800

Die Baugeschichte der trapezförmigen Bastion im Westen des Schlosshügels ist gut belegt. Bis zum Bau des Kapuzinerklosters war das Gelände beim Endingerhorn weitgehend unbefestigt; ein kleiner Turm bildete den Abschluss der äusseren Befestigungsmauer, ausgehend vom Haldenturm beim Stadtbach, entlang der nordöstlichen Flanke des Lindenhofs an der Kempratner Bucht. Eine Befestigung der steil abfallenden südlichen Flanke des Schlosshügels war nicht nötig; sie wurde erst mit dem Bau der Klosteranlage in mühevoller Fronarbeit abgetragen. Der Festungsabschnitt mit dem angegliederten halbrunden Endingerturm bildete bis 1597 den westlichen Abschluss der seeseitigen Befestigung, welche mit dem Bau des Kapuzinerklosters und der Bastion beim Endingerhorn ihren Abschluss fand – die Umfassungsmauer des Klosters wurde ab 1603 in die Stadtbefestigung integriert und bis zum westlichen Ende der Halbinsel ausgebaut.
Während der Belagerung von Rapperswil (1656) bewährten sich die Festungsbauten, wenn auch unter grossen Opfern an Menschenleben und immensen materiellen Schäden. Geschütze sicherten das Endingerhorn und das damalige Schützenhaus, das die westliche Bastion dank seiner Lage auf dem Lindenhof überragte. Am 7. Januar schlugen die Verteidiger vor dem Endingerhorn Palisaden in den Zürichsee, um den inneren Hafen gegen Zürcher Kriegsschiffe zu sichern, während über die Brücke aus Hurden weitere Truppen in die Stadt zogen. Am 8. Januar eröffnete die Zürcher Artillerie vom östlich der Stadtbefestigung gelegenen Kreuzli (Kreuzwiese) aus den Beschuss der Stadt. Vom Kapuzinergarten aus hätten die Zürcher Schiffe beschossen werden sollen, die allerdings in der einsetzenden, teilweisen Seegfrörni auf dem Zürichsee festsassen und ausser Schussweite blieben. Danach konzentrierten sich die Angriffe der Zürcher Truppen auf die Seebrücke und die Landseite der Stadtbefestigung, insbesondere im Bereich der Bastion beim Engelplatz.
Nachdem die Stadt Zürich bei Beendigung der Feindseligkeiten zwei weitere Kriegsschiffe in Dienst gestellt hatte, wurden im Jahr 1659 die Umfassungsmauern beim Endingerhorn festungsartig ausgebaut. An der seeseitig am meisten gefährdeten Stelle der Befestigungen wurden die Aussenmauern mit Palisaden verstärkt, mit Zinnen geschützt, und das kleine Fort wurde mit Schiessscharten versehen. 1662 beschloss der Rapperswiler Rat, den abschliessenden Blockturm durch eine viereckige Schanz zu ersetzen, die Schiffe leicht beschiessen konnte. Mit dem Ausbau des Bollwerks beauftragte der Rat einen sachkundigen Kapuziner. 1669 wurden die schützenden Palisaden entfernt und die Mauern erhöht. Die verstärkte Befestigung erlaubte den Schutz der exponiertesten Stelle von Rapperswil mit einer kleinen Mannschaft und vier bis sechs Geschützen. Heute ist dies der historisch bedeutendste Rest der einstigen Stadtbefestigung im Westen der Stadt.